# Hercules Robinson, 1:e baron Rosmead

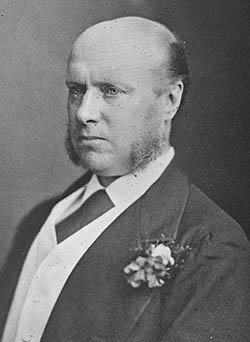
Hercules Robinson, 1:e baron Rosmead.

Hercules George Robinson, 1:e baron Rosmead, född den 19 december 1824 i Rosmead House i Westmeath, död den 28 oktober 1897 i London, var en brittisk koloniguvernör.
Robinson inträdde 1843 i armén, där han avancerade till kapten, blev 1846 förvaltningsämbetsman på Irland och var 1855–1859 med utmärkelse guvernör på den västindiska ön S:t Christopher. Robinson var sedermera guvernör i Hongkong 1859–1865, på Ceylon 1865–1872, i Nya Sydwales 1872–1879 och på Nya Zeeland 1879–1880. Sistnämnda år blev Robinson guvernör över Kapkolonin och high commissioner för Sydafrika. Det föll på hans lott att avsluta 1881 års fred med boerna, och han hade även betydande andel i den för boerna i Transvaal fördelaktiga Londonkonventionen år 1884. Robinsons energiska föreställningar till hemlandets regering 1885 ledde till utsändandet av sir Charles Warrens expedition till Betsjuanaland, varigenom boernas expansion åt detta håll hämmades och möjlighet vanns för Cecil Rhodes kolonisationsföretag inåt Afrika. 
Robinson gav också sitt stöd åt Rhodes och hans vänners förhandlingar med matabelehövdingen Lobengula 1888. Han återvände till hemlandet 1889 efter att under hela sin ämbetstid i Sydafrika ha verkat för försoning och förtroendefullt samarbete mellan det brittiska och det holländska folkelementet därute. Åren 1895–1897 var Robinson för andra gången Kapkolonins guvernör och high commissioner för Sydafrika. Hög ålder och sjuklighet hindrade honom då att uppträda med tillräcklig kraft och beslutsamhet i den svåra kris, som vållats genom uitlanders revolutionsförsök i Transvaal och Jamesons beryktade "raid" (december 1895–januari 1896). Robinson erhöll knightvärdighet 1859 samt upphöjdes 1891 till baronet och 1896 till peer (baron Rosmead).